# Coris ballieui
Coris ballieui Vaillant & Sauvage, 1875 è un pesce di acqua salata appartenente alla famiglia Labridae.

## Distribuzione e habitat
Proviene dalle barriere coralline delle Isole Midway e Hawaii. Di solito nuota in zone con fondali sabbiosi poco al di fuori della barriera, tra 20 e 108 m di profondità, a volte anche più vicino alla superficie.

## Descrizione
Presenta un corpo compresso lateralmente, allungato, con la testa dal profilo appuntito nei giovani e non particolarmente negli adulti. La pinna caudale mantiene sempre un margine arrotondato. La lunghezza massima registrata è di 30 cm.
Il dimorfismo sessuale è decisamente marcato: le femmine sono prevalentemente arancioni, meno tozze dei maschi e con il ventre bianco. La pinna dorsale e la pinna anale sono basse e lunghe, gialle con delle pallide striature blu. I maschi adulti, invece, sono verdastri o giallastri striati di blu chiaro, e le striature sono più spesse sulla testa. Le pinne sono dello stesso colore del corpo e i primi raggi della pinna dorsale sono decisamente più allungati.

## Biologia

### Comportamento
Per difendersi e sfuggire ai predatori, questa specie ha l'abitudine di sotterrarsi nella sabbia.

### Riproduzione
È oviparo e la fecondazione è esterna. Non ci sono cure nei confronti delle uova.

## Conservazione
Questa specie non è minacciata da particolari pericoli perché gran parte del suo areale coincide con un'area marina protetta, quindi viene classificata come "a rischio minimo" (LC) dalla lista rossa IUCN.